# Samuel Ullman
Samuel Ullman (* 13. April 1840 in Hechingen; † 21. März 1924 in Birmingham, Alabama) war ein US-amerikanischer Unternehmer, Dichter und Wohltäter. Heute ist vor allem für sein Werk Youth bekannt. Dieses Buch war ein Lieblingsbuch des Generals Douglas MacArthur. Das Werk stand im Bücherregal seines Büros in Tokio, als er von 1945 bis 1951 Supreme Allied Commander in Japan war. Er zitierte häufig aus diesem Buch in seinen Reden, dies führte dazu, dass es in Japan bekannter wurde als in den USA.
Ullman wurde als Sohn jüdischer Eltern 1840 in Hechingen, damals Hauptstadt des Fürstentums Hohenzollern-Hechingen, geboren. Im Alter von elf Jahren emigrierte er mit seiner Familie in die Vereinigten Staaten, um der Diskriminierung zu entfliehen. Die Familie zog nach Port Gibson in Mississippi. Nach einer kurzen Zeit in der Armee der Südstaaten kam Ullman nach Natchez in Mississippi. Dort heiratete er, eröffnete ein Geschäft, war Stadtrat und Mitglied des örtlichen Schulrats.
Im Jahre 1884 zog Ullman in die noch junge Stadt Birmingham in Alabama und wurde dort unverzüglich in den ersten Schulrat der Stadt berufen.
Während seiner achtzehnjährigen Dienstzeit erkämpfte er ähnliche Bildungsrechte für schwarze Kinder wie die der weißen. Zusätzlich zu seinen zahlreichen gemeinnützigen Tätigkeiten diente Ullman auch als Präsident und dann als Rabbi der Reform-Kongregation im Tempel Emanu-El. Häufig umstritten, aber immer respektiert, hinterließ Ullman seine Spuren im religiösen, pädagogischen und gesellschaftlichen Leben von Natchez und Birmingham.
Im Ruhestand fand Ullman mehr Zeit für eine seiner bevorzugten Leidenschaften – das Schreiben von Briefen, Essays und Gedichten. Seine Gedichte, Aufsätze und Bücher handeln von Themen wie Liebe, Natur, Religion, Familie, dem eiligen Lebensstil eines Freundes, und „das junge“ Leben. General Douglas MacArthur ist der Erfolg Ullmans hauptsächlich zu verdanken, durch seinen Einfluss entdeckten die Menschen in Japan Youth und begannen, neugierig auf den Autor zu werden.
Im Jahr 1924 starb Ullmann in Birmingham.
1994 eröffneten die Alabama State University in Birmingham und die Japanisch-Amerikanische Gesellschaft von Alabama das Samuel Ullman-Museum in Birmingham. Das Museum befindet sich an der Stelle, an derer früher Samuel Ullman gelebt hatte. Das Museum wird von Alabama State University betrieben.